# Leteči Holandec
Leteči Holandec oziroma De Vliegende Hollander v originalu, je legendarna ladja duhov, ki večno jadra po »sedmih morjih«. Opaziti naj bi jo bilo možno iz daljave, obsijano s čudno svetlobo. Če Letečemu Holandcu kdo da znak za pozdrav, se ta približa in skuša oddati pošto. Če katera ladja sprejme pošto, postane ravno tako izgubljena.

## Legenda
Legenda je zasnovana po resnični osebnosti, nizozemskem kapitanu Bernardu Fokkeju iz 17. stoletja, ki je slovel po hitrosti, s katero je potoval med Nizozemsko in Javo. Ljudje so zato sumili, da je povezan s hudičem. Po nekaterih izročilih je kapitan imenovan Falkenburg, Van der Decken ali Ramhout van Dam. 
Večina verzij zgodbe navaja, da se je kapitan zaklel, da bo Rt dobre nade obplul v orkanu, pa če bo okrog njega plul do sodnega dne. Po drugih verzijah se je na krovu zgodil zelo krvav zločin ali pa celo kuga. Kapitan, ladja in posadka so obsojeni, da plujejo večno brez možnosti pristanka. Dogodek naj bi se zgodil leta 1641, 1680 ali 1729. 
Opazijo se podobnosti s krščansko legendo o večno potujočem Židu.
Kapitan Van der Decken, ki je preklel Boga in je obsojen na večno potovanje po morju, naj bi bil iz Terneuzna na Nizozemskem.

## Nadaljevanje legende
Po legendi je leta 1841 Richard Wagner napisal opero Der fliegende Holländer, Frederick Marryat pa 1837 roman The Phantom Ship (Ladja duhov).
Ideja o zakleti ladji se pojavi tudi v pripovedki Ladja strahov Wilhelma Hauffa, kjer je posadka odrešena tako, da jo neprostovoljna potnika preneseta na kopno in položita na tla. 
Zgodba se nadaljuje tudi v filmu Pirati s Karibov: Mrtvečeva skrinja, kjer je kapitan Davy Jones.

## Domnevna videnja
- 11. julija 1881 naj bi britanska vojna ladja Bacchante v južnem Atlantiku srečala Letečega Holandca. Ladji naj bi skoraj trčili v viharju. Mornarji so kasneje pričali, da so na jamborjih zaklete ladje videli okostnjake, ki so zvijali jadra. Eden izmed častnikov, ki je pričal, je bil tudi angleški princ, ki je kasneje postal kralj Jurij V. Ladja naj bi bila obsijana z rdečo lučjo.

- Leta 1911 naj bi britanska ladja Orkney Belle zagledala Letečega Holandca. Tri leta kasneje je bila prva britanska ladja, ki je potonila v prvi svetovni vojni.

- Marca 1939 naj bi na jugu Afrike 60 ljudi videlo v viharju jadrnico iz 17. stoletja.

- Leta 1942 je admiral nemške vojne mornarice Karl Dönitz izjavil, da je posadka nemška podmornice pri Rtu dobre nade videla jadrnico iz 17. stoletja. Mornarji so izjavili, da je jadrnica plula s polnimi jadri, čeprav ni bilo niti sapice.

- Leta 1943 naj bi v bližini Cape Towna v Južni Afriki štiri priče videle jadrnico, ki je enostavno izginila pred njihovimi očmi.